# Unholy Alliance Tour
Unholy Alliance Tour è un DVD pubblicato nel 2007 dalla American Recordings contenente degli estratti dalla tappa del 13 luglio 2006 di Vancouver dell'omonimo tour.
Oltre alle esibizioni live contiene anche riprese dal backstage ed interviste.

## Tracce
1. South of Heaven (Slayer)
2. Silent Scream (Slayer)
3. Blood Red (Slayer)
4. Cult (Slayer)
5. Chemical Warfare (Slayer)
6. Eyes of the Insane (Slayer)
7. Dead Skin Mask (Slayer)
8. Hell Awaits (Slayer)
9. Antichrist (Slayer)
10. Angel of Death (Slayer)
11. Dark White (Thine Eyes Bleed)
12. Angels Don't Kill (Children of Bodom)
13. In Your Face (Children of Bodom)
14. Capillarian Crest (Mastodon)
15. Crystal Skull (Mastodon)
16. Blood and Thunder (Mastodon)
17. Vigil (Lamb of God)
18. Behind the Scenes (bonus)
19. Interviews (bonus)